# Arkéer
Arkéer (Archaea), tidigare kallade arkebakterier, är en av de tre stora domänerna för kategorisering av alla levande organismer inom den moderna systematiken.
Till skillnad från bakterier består inte arkéernas cellväggar av peptidoglykan utan av  pseudomurein. Arkéerna saknar oftast ett yttre cellmembran.
Tidigare räknades arkéerna samman med eubakterierna i domänen bakterier, men modern genetisk forskning med Carl Woese i spetsen har visat att arkéerna skiljer sig lika mycket från eubakterierna som från den tredje domänen – eukaryoterna – och därför bör hänföras till en egen avdelning. Det vetenskapliga namnet Bacteria omfattar numera enbart eubakterier.
Arkéer kännetecknas ofta av att de trivs i extrema miljöer såsom varma källor, eller miljöer med höga halter av något ämne som de använder för sin energiförsörjning. Dock har man på senare tid funnit arkéer i alla sorters miljöer.

## Kännetecken
Arkéer skiljer sig från de andra domänerna genom att ha cellmembran som är uppbyggda lite annorlunda. Lipiderna, eller fettsyrorna, består normalt av två delar men arkéernas lipider är en enda del. Det är ett annat sätt att lösa uppbyggnaden och skillnaden kan lätt hittas med hjälp av kemiska analyser.

## Utbredning och miljö
Arkéer finns överallt där man kan hitta bakterier och även i några andra, mer extrema miljöer. De kan grovt uppdelas i två olika grupper, extremofiler och ”normalofiler”. Extremofiler finns i extrema miljöer som heta källor, saltbassänger, undervattensgejsrar, kokande syra och radioaktivt avfall. Normalofiler finns i mer normala miljöer som jord, vatten och tarmsystemet på ett flertal olika djurarter. I vissa fall finns det fler normalofila arkéer än bakterier.
Det finns arkéer som "lever" i avfall från kärnreaktorer. Forskare antar att de har lyckats utveckla ett skydd mot joniserande strålning, som i vanliga fall skulle förstöra DNA:t och döda cellen. Exakt vad de skulle kunna leva av är osäkert men det finns inga andra arter där som konkurrerar med dem om näringen. Man vet inte ens om de är aktiva eftersom alla metoder för att identifiera arkéer innebär att man dödar cellen och då är det svårt att veta hur aktiv den var före identifieringen. Det troliga är att de befinner sig i en form av dvala och därför inte behöver någon näring.

## Informell klassificering av arkéer
Arkéer ordnas oftast efter var de lever även om det inte är en riktig klassificering. De vanligaste grupperna är:
- Kryofiler – köldälskare, vill ha temperaturer under 15 °C. Om en annan organism ska räknas som kryofil ska den leva under 5 °C.
- Mesofiler – lever i normal utomhustemperatur (15 °C–30 °C).
- Termofil – värmeälskare, lever i miljöer som är över 50 °C i temperatur.
- Hypertermofil – extrema värmeälskare, vill ha minst 80 °C för att trivas och lever upp till 120 °C, vilket verkar vara den övre gränsen för liv.
- Halofiler – saltälskare, vill ha extrema koncentrationer av salt för att leva.
- Acidofiler – syraälskare, vill ha lågt pH-värde.
- Metanogener – metanproducenter.

Arkéerna tillhör ofta flera grupper samtidigt och gränserna gällande temperatur är långtifrån exakta. Ett exempel är termoacidofiler.
Underjordiska arkéer har en metabolism (ämnesomsättning) som kan jämföras med radioaktivt sönderfall. Forskarna är osäkra på om individerna lever eftersom de inte tycks förbränna någon näring. Om det sker så sker det väldigt sällan med oregelbundna mellanrum. Cellcykeln är extremt långsam, särskilt om man jämför med några arter av släktet Sulfolobus som delar sig en gång var fjärde till sjunde timme.

### Termoacidofiler
Termoacidofiler lever i kokande syra vid vulkaner. De är relativt enkla att odla i labb, då de ofta är de enda levande organismerna i sin miljö. Det medför att när man odlar dem kan inga andra organismer förorena kulturen. Ett känt släkte är Sulfolobus.

### Metanogener
Metanogener är de enda organismer som kan producera metangas. Den vanligaste metoden är att omvandla koldioxid (CO2) och vätgas (H2) till metangas (CH4) och därigenom få ut energi. Andra arter kan använda till exempel metanol eller metylamin. De är anaeroba och kan hittas i till exempel sumpmark, sjöbottnar och tarmsystemet på olika djur. Det finns även termofila metanogener i undervattensgejsrar.

## Likheter och skillnader mellan arkéer, bakterier och eukaryoter
Arkéer har många drag av både eukaryoter och bakterier. Några exempel på likheter med bakterier är att arkéer har en enda ringformad kromosom istället för flera packade i en cellkärna som eukaryoterna har. Bakterier och arkéer har inga inre membran som kan skilja celldelarna åt som eukaryoterna har. Bakterier och arkéer kan även i vissa fall byta gener med varandra i form av plasmider. De generna styr ofta energiupptag, eftersom båda domänerna har många olika sätt att ta upp energi på. Vissa arkéer skiljer sig från bakterier genom att de har introner (overksamt DNA) i sitt genom, något som är typiskt för eukaryoter. Arkéer är resistenta mot många antibiotikasorter.
Alla domänerna har arter som kan använda fotosyntes, det vill säga binda energi i form av solljus i glukosmolekyler.
Morfologiskt liknar bakteriernas celler arkéernas. Formen kan vara kocker eller stavar och de har ungefär samma storlek. Dessutom har man funnit andra speciella former, som tärningsformade och trekantiga.

## Användning av arkéer
Arkéer kan användas för att visa hur livet på en annan planet kan tänkas se ut. Detta eftersom de lever i extrema miljöer som skulle kunna finnas på andra planeter. Arkéer kan då även användas till att visa ett primitivt ekosystem som det kanske såg ut i jordens barndom.
Arkéer används om man vill studera eukaryota celler eftersom de fungerar nästan likadant men är enklare. Man tror att kunskapen om arkéer kan användas till att anpassa eukaryota celler till extrema miljöer.
Nitrosopumilus maritimus är den enda odlade "normalofilen". Den utvinner energi ur kväveföreningar och är aktiv i låg näringskoncentration vilket är ovanligt.